# Хлопці з нашого двору
«Хлопці з нашого двору» (рос. «Ребята с нашего двора») — радянський короткометражний чорно-білий художній фільм 1959 року, знятий режисерами Олексієм Салтиковим і Арсенієм Ястребовим на студії ВДІКу.

## Сюжет
Фільм розповідає про хлопців міста Коломни. У занедбаному дворі великого будинку господарями були підлітки на чолі з хуліганом на прізвисько Іржавий (Савелій Крамаров). Їхні невигадливі розваги — карти, насмішки над дівчатами, що проходили повз, і над любителем шахів, хлопцем в окулярах. Але в будинку з'явився новий мешканець — підтягнутий симпатичний Федір. Хулігани таких не люблять. Іржавий та його дружки зав'язують бійку з Федором і опиняються у штабі комсомольського патруля. Браваду з хлопців як рукою зняло. Вони починають розуміти, що з Іржавим їм не по дорозі. Діти записуються в члени комсомольського патруля. Тепер вони самі наводитимуть лад на вулицях міста.

## У ролях
- Савелій Крамаров — Васька Іржавий, хуліган (дебют у кіно)
- Валерій Панарін — Сергій
- В. П'яточенко — Кілька
- Ю. Богатирьов — Чихмар
- Юрій Шаталов — Керосин
- Елем Климов — Федір
- Михайло Замаховський — Коля, шахіст
- Юрій Дубровін — дружинник
- Валерій Носик — приятель Васьки Іржавого
- Юрко Титоренко — епізод

## Знімальна група
- Режисери — Олексій Салтиков, Арсеній Ястребов
- Сценаристи — Юрій Чулюкін, Олексій Салтиков
- Оператор — Борис Яровий
- Композитор — Юрій Мацкевич